# Kecske-hegy
A Kecske-hegy a Budai Tájvédelmi Körzet területén, Budapest II. és III. kerületében található.

## Leírása
A Hármashatár-hegy belső rögvonulatának főleg felső triász dolomitból felépült része az Újlaki-hegy és a Látó-hegy között. Közelebbről a Felső-, és az Alsó-Kecske-hegyhez kapcsolódik. Legmagasabb pontja 384 méter tengerszint feletti magasságban van.
Észak-északnyugat – dél-délkelet irányú röge meredek lejtővel végződik nyugat felé, kelet felé pedig enyhén lejt a Szépvölgy irányába. A felszínét elegyes erdő fedi. Oldalában vezet a Glück Frigyesről elnevezett sétaút.

## Oroszlán-szikla
Az Országos Kéktúra útvonalán ennek a szakasznak a neve Glück Frigyes út. Az út a hegy nyugati, meredek lejtője alatt vezet a Határ-nyeregtől a Látó-hegyre. A hegy fő látnivalója az ún. Oroszlán-szikla (GPS 47.542845, 18.989095). A szikla egy oroszlánra hasonlító dolomittömb, amit utánfaragtak, hogy még jobban hasonlítson az állatra. A szikla a második világháborúban megsérült, része Mátyás király vadaskertjének.

## Barlangok
A hegy oldalában a dolomitos közegben több barlang is található. A két legfontosabb a Lehelős-lyuk és az Oroszlán-barlang, de megemlítendő még az Oroszlán-szikla Északi-ürege és a Kecske-hegyi-hasadék is.